# Moravia (hrabstwo Cayuga)
Moravia – wieś w Stanach Zjednoczonych, w stanie Nowy Jork, w hrabstwie Cayuga.